# Ремини, Лиа
Лиа́ Мари́ Ре́мини (англ. Leah Marie Remini; род. 15 июня 1970, Бруклин, Нью-Йорк, Нью-Йорк, США) — американская актриса, писательница и активистка.

## Ранние годы
Родилась 15 июня 1970 года в Бруклине, Нью-Йорк, в семье Вики Маршал, школьной учительницы, и Джорджа Энтони Ремини (ум. в августе 2019 года), владельца фирмы по удалению асбеста. Её мать — австрийская еврейка, а отец — сицилиец. У Лиа есть брат Майкл и старшая сестра Николь, а также четыре сводные сестры — Кристин, Стефани (1978—2013, умерла от рака), Элизабет и Шеннон.

## Карьера
Сыграла ряд эпизодических ролей. Одной из первых её ролей была Стейси Кароси в 6 сериях сериала Saved by the Bell (1991). Наиболее известна ролью Керри Хеффернан в ситкоме телеканала CBS Король Квинса (1998—2007).

## Личная жизнь
Ремини встретила актёра Анджело Пагана в кубинском ресторане в 1996 году. Они поженились 19 июля 2003 года. Их дочь, София Белла, родилась 16 июня 2004 года.

### Сайентология
Ремини являлась членом Церкви сайентологии с 9 лет. В декабре 2005 года она способствовала аффилированной с сайентологами Гражданской комиссии по правам человека в открытии музея «Психиатрия: индустрия смерти» на бульваре Сансет в Голливуде.
В июле 2013 года Ремини покинула Церковь сайентологии, поскольку многое здесь вызывало у нее категорическое неприятие: внутренняя политика, запрещающая рядовым членам обсуждать руководящую деятельность сайентологического лидера Дэвида Мицкевича, которого Ремини считала коррупционером; злоупотребления членов сайентологического ордена Морской организации; принятые практики «разрыва общения» и выявления «подавляющих личностей». Бывший высокопоставленный член Международной церкви сайентологии и Морской организации Майк Риндер отмечал, что неприятности у Ремини начались после того, как она в 2006 году на свадьбе Тома Круза и Кэти Холмс стала задавать вопросы о том, куда пропала жена Мицкевич Шелли. Ремини выступила с критикой Мицкевича, Круза и других высокопоставленных сайентологов, за что «подвергалась многолетним „допросам“» и «изменению сознания». Её друзья среди сайентологов писали на неё доносы, и в конечном итоге она была внесена в сайентологический чёрный список. 9 сентября 2013 года Ремини на «Шоу Эллен Дедженерес» рассказала о своём уходе из Церкви сайентологии и о том, что её друзья-сайентологи разорвали с ней отношения.
Ремини выразила свою признательность всем, кто поддержал её уход из Церкви сайентологии. Сестра Ремини, Николь, ранее также покинувшая Церковь сайентологии, отметила, что вся их семья покинула Церковь, поскольку не хотела подвергнуться практике разрыва отношений.
Режиссёр и сценарист Пол Хаггис, являвшийся одним из известнейших антисайентологов, в своём открытом письме, опубликованном в The Hollywood Reporter, выразил свою благодарность Ремини за ту поддержку, которую она ему оказала, когда он решил порвать с сайентологией, и похвалил её за «безграничную чистоту и сострадание».
В августе 2013 года Ремини написала заявление в Департамент полиции Лос-Анджелеса в связи с исчезновением Мишель Мицкевич. Впоследствии дело было закрыто, поскольку сотрудники полиции смогли лично встретиться с разыскиваемой.
В октябре 2013 года Ремини выступала в качестве свидетеля в Комале в связи с судебным процессом против Церкви сайентологии и её главы Дэвида Мицкевича, где рассматривалось обвинение в домогательстве и слежке за Моник Ратбун (супругой бывшего высокопоставленного сайентолога Марти Ратбуна). Адвокат Ратбун Рэй Джеффри отмечал, что привлёк к участию в процессе Ремини, поскольку посчитал, что она способна дать устные показания под присягой о том, что Мицкевич имеет огромное влияние на деятельность Церкви сайентологии, а значит знал о факте домогательств.
В ноябре 2015 года Ремини выпустила книгу о сайентологии «Возмутительница спокойствия: выживание в Голливуде и сайентологии» (англ. Troublemaker: Surviving Hollywood and Scientology).
С 2016 по 2019 год Ремини совместно с каналом «A&E» выпустила цикл документальных расследований из 37 эпизодов под названием «Лиа Ремини: сайентология и последствия» (англ. Leah Remini: Scientology and the Aftermath), первый сезон которого получил две номинации на премию «Эмми».

## Фильмография
| Год       |     | Русское название                                       | Оригинальное название                           | Роль                        |
| --------- | --- | ------------------------------------------------------ | ----------------------------------------------- | --------------------------- |
| 1988      | с   | Староста класса                                        | Head of the Class                               | н/д                         |
| 1989      | с   | Кто здесь босс?                                        | Who’s the Boss?                                 | Чарли Бриско                |
| 1989      | с   | Живые куклы                                            | Living Dolls                                    | Чарли Бриско                |
| 1990      | с   | Нормальная жизнь                                       | Normal Life                                     | Кэрол                       |
| 1991      | с   | Рай                                                    | Paradise                                        | Роуз                        |
| 1991      | с   | Вэлери                                                 | Valerie                                         | Джоанн                      |
| 1991      | с   | —                                                      | The Man In the Family                           | Тина Бавассо                |
| 1991      | с   | Спасённые звонком                                      | Saved by the Bell                               | Стейси Карози               |
| 1991—1993 | с   | Весёлая компания                                       | Cheers                                          | Серафина Тортелли           |
| 1992      | с   | Блоссом                                                | Blossom                                         | Эллен                       |
| 1992      | тф  | Встать и уйти                                          | Getting Up and Going Home                       | Стефани О’Нил               |
| 1993      | с   | Вечерняя тень                                          | Evening Shade                                   | Дейзи                       |
| 1993      | тф  | —                                                      | Harlan & Merleen                                | Фрэнки                      |
| 1993      | ки  | —                                                      | Gabriel Knight: Sins of the Fathers             | Грейс Накимура              |
| 1994      | с   | Комиссар полиции                                       | The Commish                                     | Гейл Росс                   |
| 1994      | с   | Отступник                                              | Renegade                                        | Тина                        |
| 1994—1996 | мс  | Фантом 2040                                            | Phantom 2040                                    | Сеган Круз                  |
| 1995      | с   | Диагноз: убийство                                      | Diagnosis: Murder                               | Агнес Бенедетто             |
| 1995      | с   | Друзья                                                 | Friends                                         | Лидия                       |
| 1995      | ф   | Блеск славы                                            | Glory Daze                                      | Тереза                      |
| 1995      | с   | —                                                      | First Time Out                                  | Доминик Костеллано          |
| 1995      | тф  | Главный свидетель                                      | Star Witness                                    | н/д                         |
| 1996      | мс  | Мыши-байкеры с Марса                                   | Biker Mice from Mars                            | Карбайн                     |
| 1996      | с   | Полиция Нью-Йорка                                      | NYPD Blue                                       | Анджела Бохи                |
| 1997      | ф   | —                                                      | Critics and Other Freaks                        | актриса на прослушивании    |
| 1997—1998 | с   | Насосавшиеся                                           | Fired Up                                        | Терри Рейнольдс             |
| 1998—2007 | с   | Король Квинса                                          | The King of Queens                              | Керри Хеффернан             |
| 1999      | ф   | Следуй своим желаниям                                  | Follow Your Heart                               | Энджи Ларокка               |
| 1999      | мф  | Робби — северный олень: Большие гонки                  | Hooves of Fire                                  | лисица                      |
| 2002      | мф  | Робби — северный олень                                 | Legend of the Lost Tribe                        | коала                       |
| 2003      | ф   | Старая закалка                                         | Old School                                      | Лара                        |
| 2007—2008 | с   | Материнство                                            | In the Motherhood                               | Ким                         |
| 2009      | с   | Ночное шоу с Джорджем Лопесом                          | Lopez Tonight                                   | Керри Хеффернан             |
| 2009      | тф  | Женатые не умирают                                     | Married Not Dead                                | Джессика                    |
| 2010      | тф  | Это захватило деревню                                  | It Takes a Village                              | Карен                       |
| 2011      | кор | —                                                      | Toddlers and Tiaras: Where Are They Now?        | Хуана                       |
| 2012      | мс  | Насыщенные фруктозой приключения Назойливого Апельсина | The High Fructose Adventures of Annoying Orange | Полли Прюн / наглые равиоли |
| 2013      | с   | Семейные инструменты                                   | Family Tools                                    | Терри Баумгарднер           |
| 2013      | мс  | Финес и Ферб                                           | Phineas and Ferb                                | Дорин                       |
| 2014—2015 | с   | Бывшие                                                 | The Exes                                        | Ники                        |
| 2017      | ф   | Безумные семейки                                       | Mad Families                                    | Шайенн                      |
| 2017      | мс  | Закон Мёрфи                                            | Milo Murphy’s Law                               | мисс Бакстер                |
| 2017      | ф   | Клакер                                                 | The Clapper                                     | продюсер Луиз               |
| 2017      | ф   | Красавчик                                              | Handsome: A Netflix Mystery Movie               | Эста                        |
| 2017      | тф  | —                                                      | What About Barb?                                | доктор Сюзанн Марвин        |
| 2017—2018 | с   | Кевин подождёт                                         | Kevin Can Wait                                  | Ванесса Келуччи             |
| 2018      | ф   | Начни сначала                                          | Second Act                                      | Джоан                       |
| 2018      | тф  | —                                                      | Mean Jean                                       | Джин                        |